# Uttwiller
Ne doit pas être confondu avec Utweiler.
Uttwiller est une commune française située dans la circonscription administrative du Bas-Rhin et, depuis le 1er janvier 2021, dans le territoire de la Collectivité européenne d'Alsace, en région Grand Est.
Cette commune se trouve dans la région historique et culturelle d'Alsace.

## Géographie

### Localisation
La commune est à 1,9 km de Niedersoulzbach, 2,3 km de Menchoffen et 4,4 km de Bouxwiller.

### Communes limitrophes
|                  | Menchhoffen |                       |
| Niedersoultzbach | Uttwiller   | Obermodern-Zutzendorf |
|                  | Bouxwiller  |                       |

### Sismicité
Commune située dans une zone 3 de sismicité modérée.

### Géologie et relief
Hydrogéologie et climatologie
Système d’information pour la gestion des eaux souterraines du bassin Rhin-Meuse]
Territoire communal : Occupation du sol (Corinne Land Cover); Cours d'eau (BD Carthage),
Géologie : Carte géologique; Coupes géologiques et techniques,
Hydrogéologie : Masses d'eau souterraine; BD Lisa; Cartes piézométriques.

### Hydrographie

#### Réseau hydrographique
La commune est dans le bassin versant du Rhin au sein du bassin Rhin-Meuse. Elle est drainée par le ruisseau le Soultzbach,,.

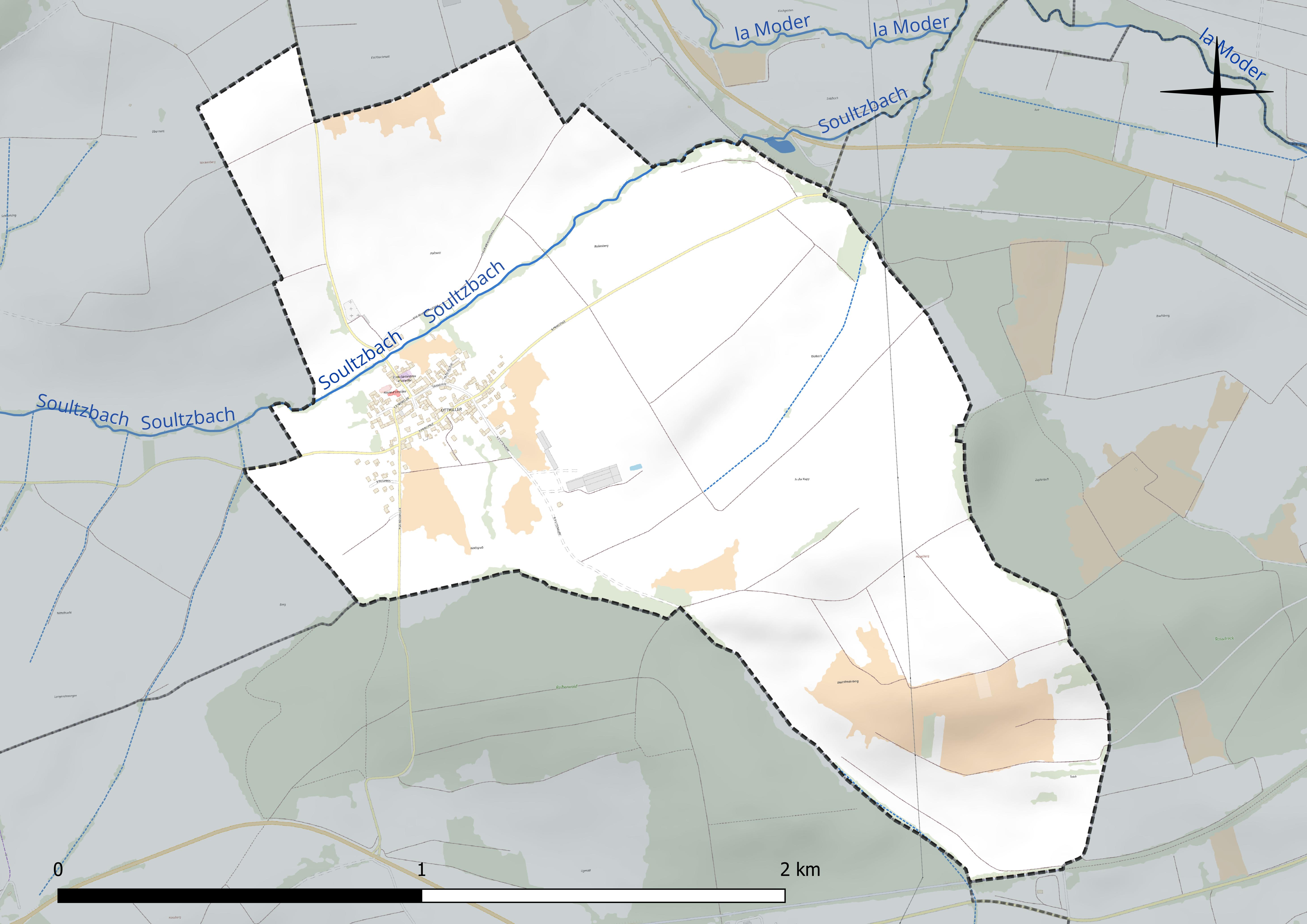
Réseau hydrographique d'Uttwiller.

#### Gestion et qualité des eaux
Le territoire communal est couvert par le schéma d'aménagement et de gestion des eaux (SAGE) « Moder ». Ce document de planification concerne le bassin versant de la Moder dont le territoire s'étend sur 1 720 km2. Le périmètre a été arrêté le 25 janvier 2006. La commission locale de l'eau a été créée le 12 juillet 2007, puis modifiée le 14 décembre 2021. La structure porteuse de l'élaboration et de la mise en œuvre est le Syndicat des eaux et de l’assainissement Alsace-Moselle (SDEA). 
La qualité des cours d’eau peut être consultée sur un site dédié géré par les agences de l’eau et l’Agence française pour la biodiversité. 

### Climat
Pour des articles plus généraux, voir Climat du Grand Est et Climat du Bas-Rhin.
En 2010, le climat de la commune est de type climat des marges montargnardes, selon une étude du Centre national de la recherche scientifique s'appuyant sur une série de données couvrant la période 1971-2000. En 2020, Météo-France publie une typologie des climats de la France métropolitaine dans laquelle la commune est exposée à un climat semi-continental et est dans la région climatique  Vosges, caractérisée par une pluviométrie très élevée (1 500 à 2 000 mm/an) en toutes saisons et un hiver rude (moins de 1 °C).
Pour la période 1971-2000, la température annuelle moyenne est de 10,4 °C, avec une amplitude thermique annuelle de 17,5 °C. Le cumul annuel moyen de précipitations est de 872 mm, avec 11 jours de précipitations en janvier et 10,3 jours en juillet. Pour la période 1991-2020, la température moyenne annuelle observée sur la station météorologique de Météo-France la plus proche, « Uhrwiller_sapc », sur la commune de Uhrwiller à 7 km à vol d'oiseau, est de 10,9 °C et le cumul annuel moyen de précipitations est de 740,0 mm. 
La température maximale relevée sur cette station est de 38,7 °C, atteinte le 7 août 2015 ; la température minimale est de −18 °C, atteinte le 20 décembre 2009,,.
Les paramètres climatiques de la commune ont été estimés pour le milieu du siècle (2041-2070) selon différents scénarios d'émission de gaz à effet de serre à partir des nouvelles projections climatiques de référence DRIAS-2020. Ils sont consultables sur un site dédié publié par Météo-France en novembre 2022.

## Urbanisme

### Typologie
Au 1er janvier 2024, Uttwiller est catégorisée commune rurale à habitat dispersé, selon la nouvelle grille communale de densité à sept niveaux définie par l'Insee en 2022.
Elle est située hors unité urbaine. Par ailleurs la commune fait partie de l'aire d'attraction de Strasbourg (partie française), dont elle est une commune de la couronne,. Cette aire, qui regroupe 268 communes, est catégorisée dans les aires de 700 000 habitants ou plus (hors Paris),.

### Occupation des sols
L'occupation des sols de la commune, telle qu'elle ressort de la base de données européenne d’occupation biophysique des sols Corine Land Cover (CLC), est marquée par l'importance des territoires agricoles (98,9 % en 2018), une proportion identique à celle de 1990 (98,9 %). La répartition détaillée en 2018 est la suivante : terres arables (80,9 %), zones agricoles hétérogènes (14,6 %), prairies (3,3 %), forêts (1,1 %). L'évolution de l’occupation des sols de la commune et de ses infrastructures peut être observée sur les différentes représentations cartographiques du territoire : la carte de Cassini (XVIIIe siècle), la carte d'état-major (1820-1866) et les cartes ou photos aériennes de l'IGN pour la période actuelle (1950 à aujourd'hui).

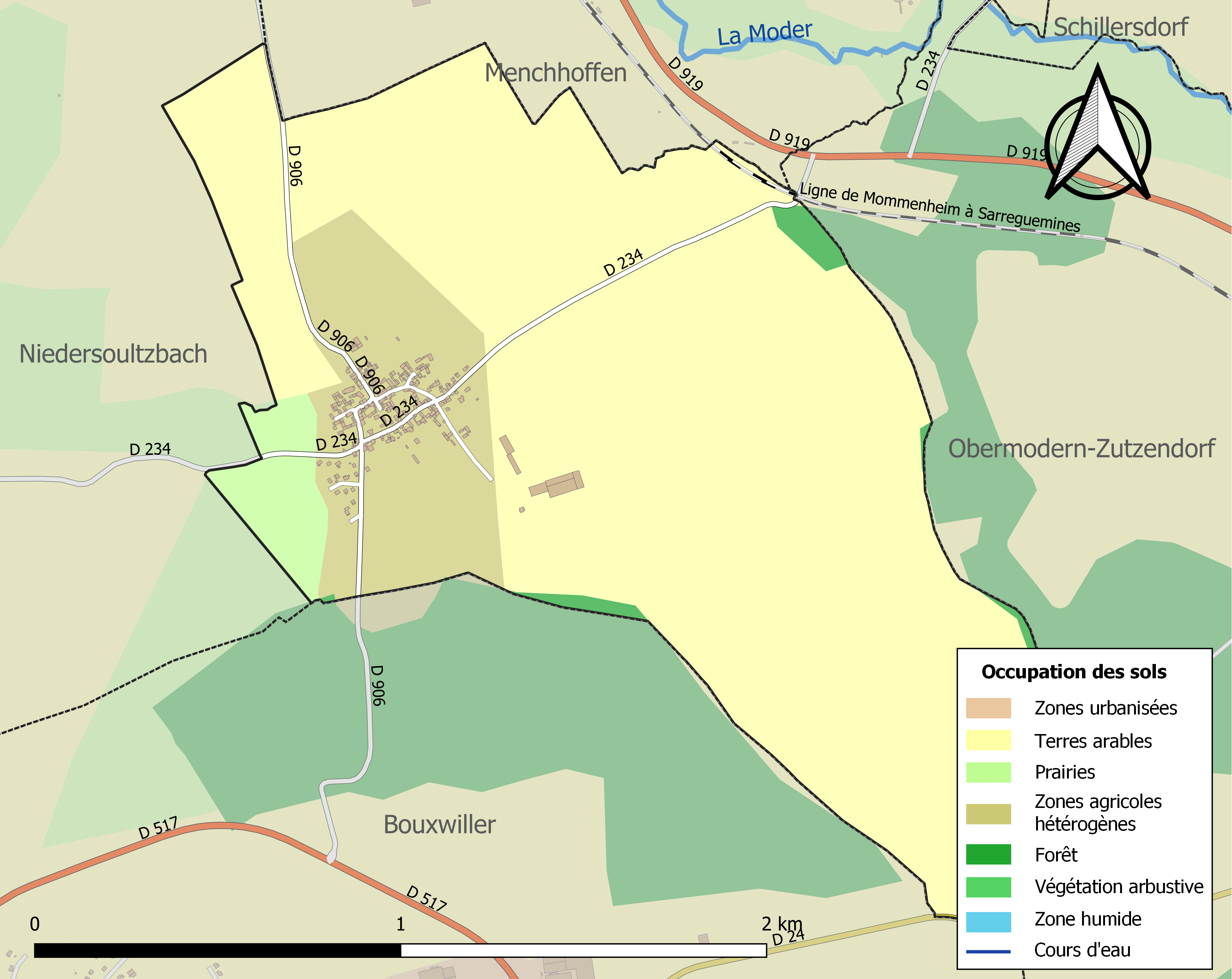
Carte des infrastructures et de l'occupation des sols de la commune en 2018 (CLC).

### Intercommunalité
Commune membre de la Communauté de communes de Hanau-La Petite Pierre.

### Voies de communications et transports

#### Voies routières
- Autoroute A4, aussi appelée autoroute de l’Est. Échangeurs Saverne, Hochfelden, Phalsbourg.
- Autoroute A340. Échangeurs Brumath - Mommenheim, Haguenau, Wahlenheim.

#### Transports en commun

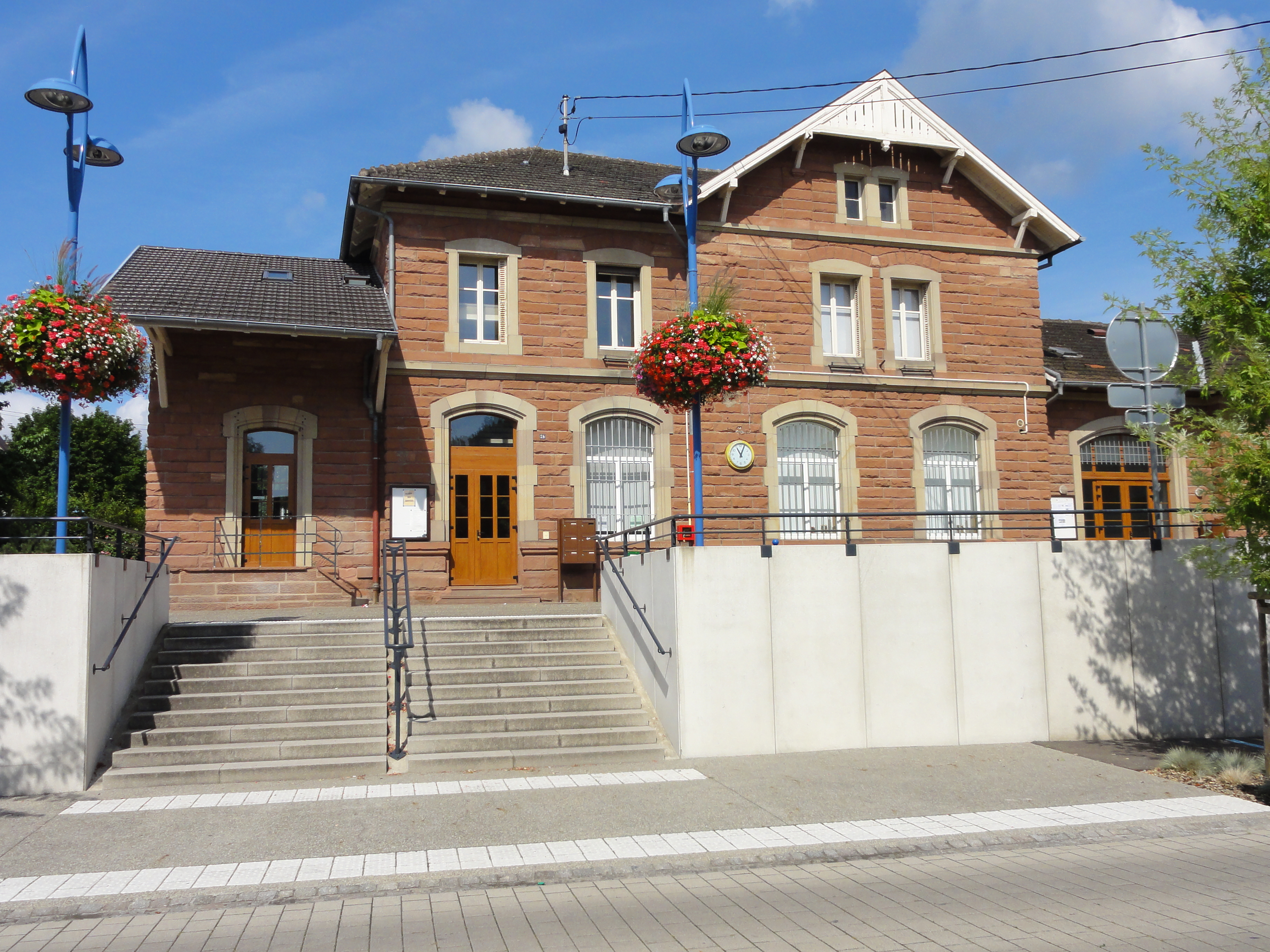
La gare d'Ingwiller.

- Fluo Grand Est.
- Transports en Alsace.

#### Lignes SNCF
- Gare d'Ingwiller
- Gare d'Obermodern
- Gare de Steinbourg
- Gare de Dettwiller
- Gare de Wingen-sur-Moder

## Toponymie
Uttweiller (1793), Uttwiler (1801).

## Histoire
Le village est cité dès le XIIe siècle dans un parchemin de l'abbaye de Neuwiller.
Vers la fin de la guerre de Trente Ans, le village était abandonné. La seule maison actuelle dont la construction est antérieure à cette guerre de religion qui a tellement ravagé notre province, est le numéro 49/50, reste de la dite "bergerie" construite en 1556 et abandonnée par les Seigneurs en 1734.

## Politique et administration

### Liste des maires
| Période                                  | Période                   | Identité                                     | Étiquette | Qualité |
| ---------------------------------------- | ------------------------- | -------------------------------------------- | --------- | ------- |
| Les données manquantes sont à compléter. |                           |                                              |           |         |
| avant 1981                               | ?                         | Charles Richert                              |           |         |
| mars 2001                                | mars 2008                 | Jean-Georges Wendling                        |           |         |
| mars 2008                                | 2014                      | Jean-Jacques Weil                            |           |         |
| 2014                                     | En cours (au 31 mai 2020) | Roland Koenig Réélu pour le mandat 2020-2026 |           |         |

### Budget et fiscalité 2022

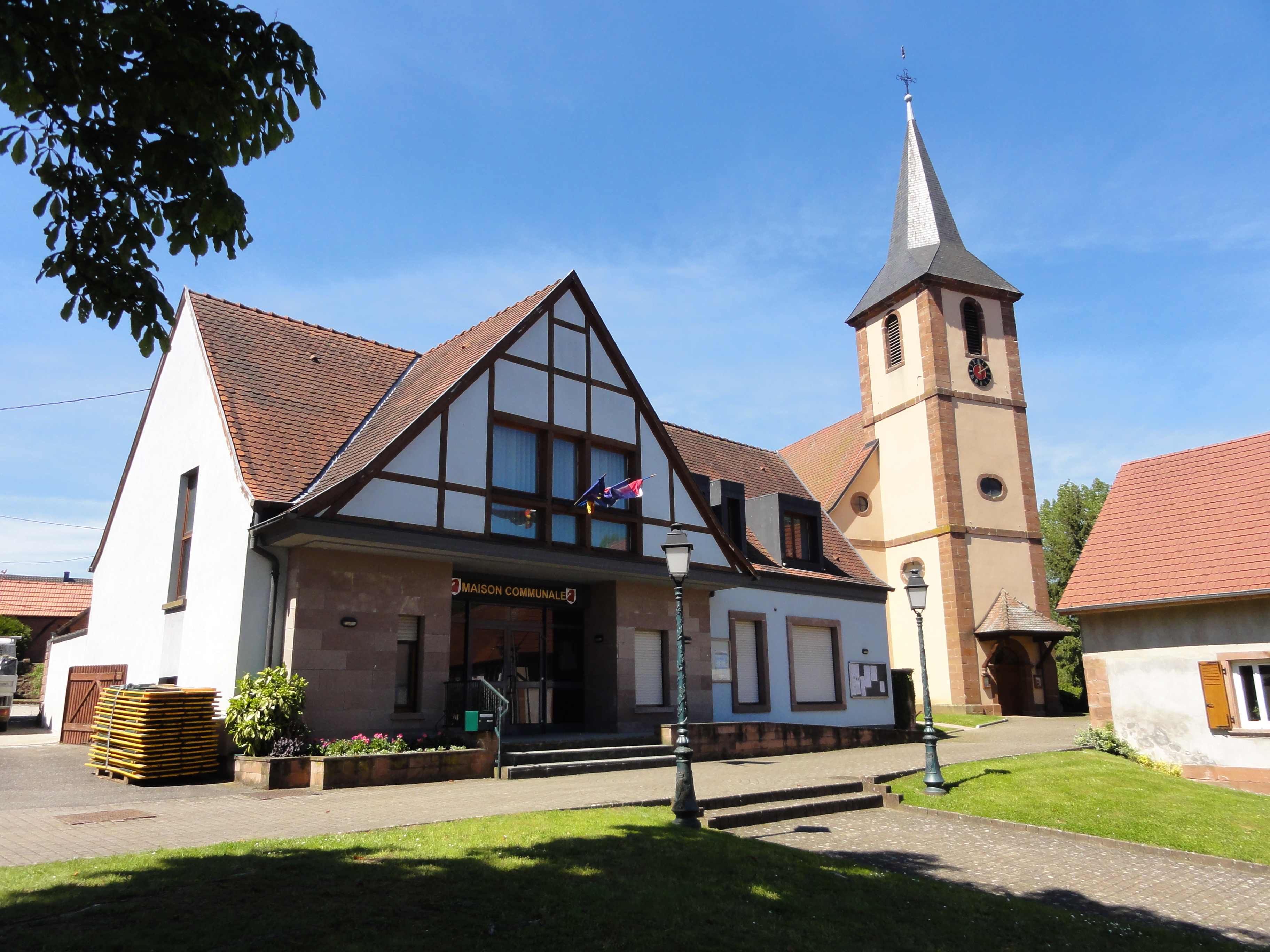
La mairie.

En 2022, le budget de la commune était constitué ainsi :
- total des produits de fonctionnement : 116 000 €, soit 714 € par habitant ;
- total des charges de fonctionnement : 102 000 €, soit 631 € par habitant ;
- total des ressources d'investissement : 13 000 €, soit 78 € par habitant ;
- total des emplois d'investissement : 10 000 €, soit 61 € par habitant ;
- endettement : 15 000 €, soit 92 € par habitant.

Avec les taux de fiscalité suivants :
- taxe d'habitation : 9,49 % ;
- taxe foncière sur les propriétés bâties : 25,11 % ;
- taxe foncière sur les propriétés non bâties : 55,25 % ;
- taxe additionnelle à la taxe foncière sur les propriétés non bâties : 0,00 % ;
- cotisation foncière des entreprises : 0,00 %.

Chiffres clés Revenus et pauvreté des ménages en 2020 : médiane en 2020 du revenu disponible, par unité de consommation : 25 560 €.

## Population et société

### Démographie

#### Évolution démographique
L'évolution du nombre d'habitants est connue à travers les recensements de la population effectués dans la commune depuis 1793. Pour les communes de moins de 10 000 habitants, une enquête de recensement portant sur toute la population est réalisée tous les cinq ans, les populations de référence des années intermédiaires étant quant à elles estimées par interpolation ou extrapolation. Pour la commune, le premier recensement exhaustif entrant dans le cadre du nouveau dispositif a été réalisé en 2008.

En 2022, la commune comptait 157 habitants, en évolution de −2,48 % par rapport à 2016 (Bas-Rhin : +3,17 %, France hors Mayotte : +2,11 %).
| 1793 | 1800 | 1806 | 1821 | 1831 | 1836 | 1841 | 1846 | 1851 |
| ---- | ---- | ---- | ---- | ---- | ---- | ---- | ---- | ---- |
| 208  | 221  | 246  | 314  | 289  | 287  | 270  | 269  | 272  |

| 1856 | 1861 | 1866 | 1871 | 1875 | 1880 | 1885 | 1890 | 1895 |
| ---- | ---- | ---- | ---- | ---- | ---- | ---- | ---- | ---- |
| 255  | 272  | 280  | 285  | 281  | 277  | 288  | 293  | 284  |

| 1900 | 1905 | 1910 | 1921 | 1926 | 1931 | 1936 | 1946 | 1954 |
| ---- | ---- | ---- | ---- | ---- | ---- | ---- | ---- | ---- |
| 290  | 288  | 252  | 228  | 212  | 205  | 191  | 207  | 198  |

| 1962 | 1968 | 1975 | 1982 | 1990 | 1999 | 2006 | 2008 | 2013 |
| ---- | ---- | ---- | ---- | ---- | ---- | ---- | ---- | ---- |
| 195  | 191  | 177  | 169  | 191  | 177  | 172  | 171  | 161  |

| 2018 | 2022 | - | - | - | - | - | - | - |
| ---- | ---- | - | - | - | - | - | - | - |
| 161  | 157  | - | - | - | - | - | - | - |

### Enseignement
Établissements d'enseignements :
- Écoles maternelle et primaire.
- Collèges à Bouxwiller, Ingwiller, Val-de-Moder, Dettwiller, Hochfelden.
- Lycées à Bouxwiller, Saverne.

### Santé
Professionnels et établissements de santé :
- Médecins.
- Pharmacies.
- Hôpitaux.

### Cultes
- Culte protestant, Paroisse de Bouxwiller (Niedersoultzbach, Riedheim, Uttwiller)[30].
- Culte catholique, Communauté de paroisses du Bastberg et du Pays de La Petite Pierre[31], Diocèse de Strasbourg.

### Événements
- La fête de la bretzel a lieu chaque année le deuxième dimanche du mois d'août à Uttwiller. Elle est associée à une brocante.

## Économie

### Entreprises et commerces

#### Agriculture
- Culture de céréales, de légumineuses et de graines oléagineuses.
- Élevage d'autres bovins et de buffles.

#### Tourisme
- Hébergements et restauration à Issenhausen, Bouxwiller.

#### Commerces
- Commerces et services de proximité à Bouxwiller, Ingwiller, Niedersoulzbach, Menchhoffen, Steinbourg.

## Culture locale et patrimoine

### Lieux et monuments

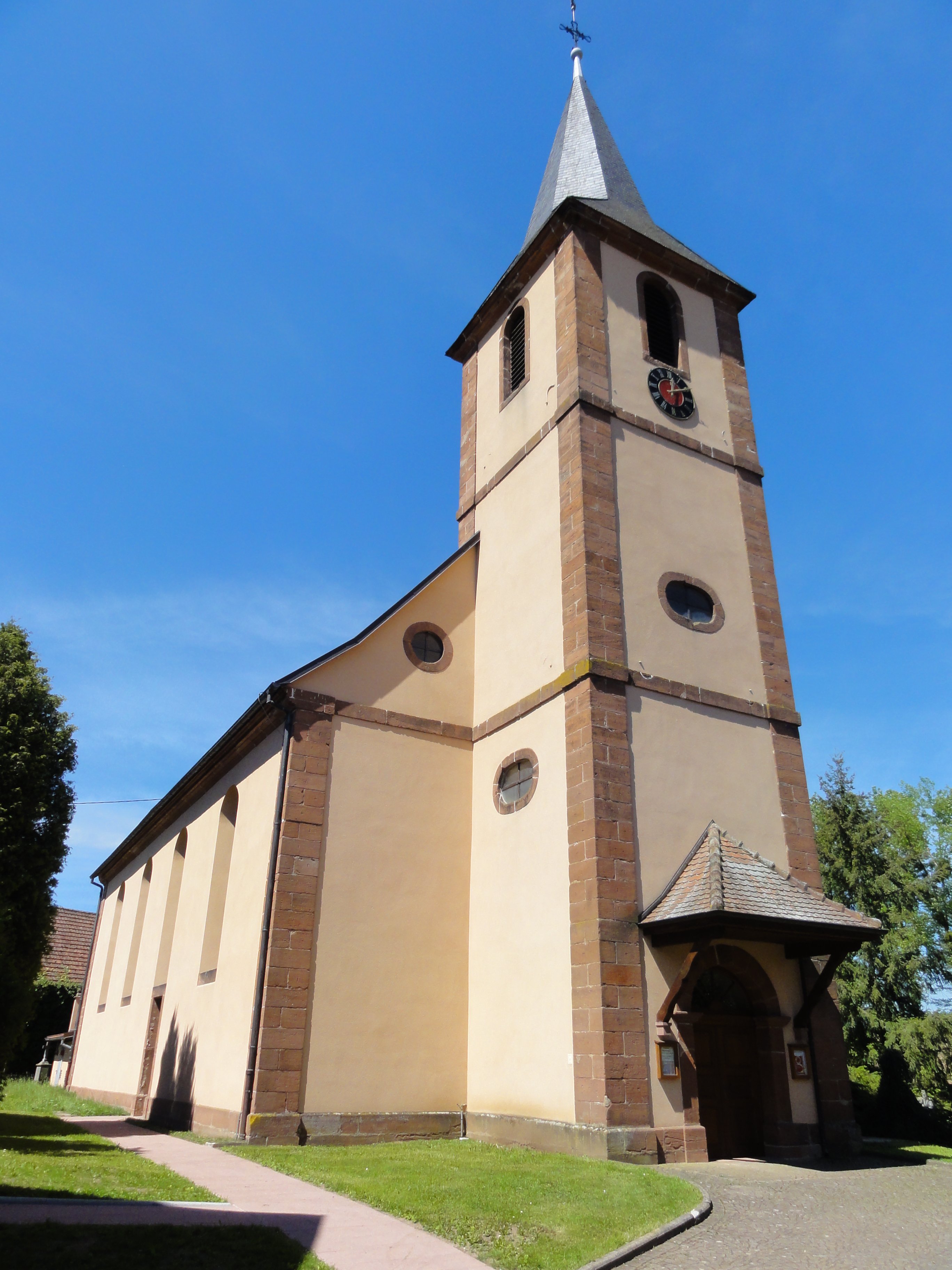
Église protestante.
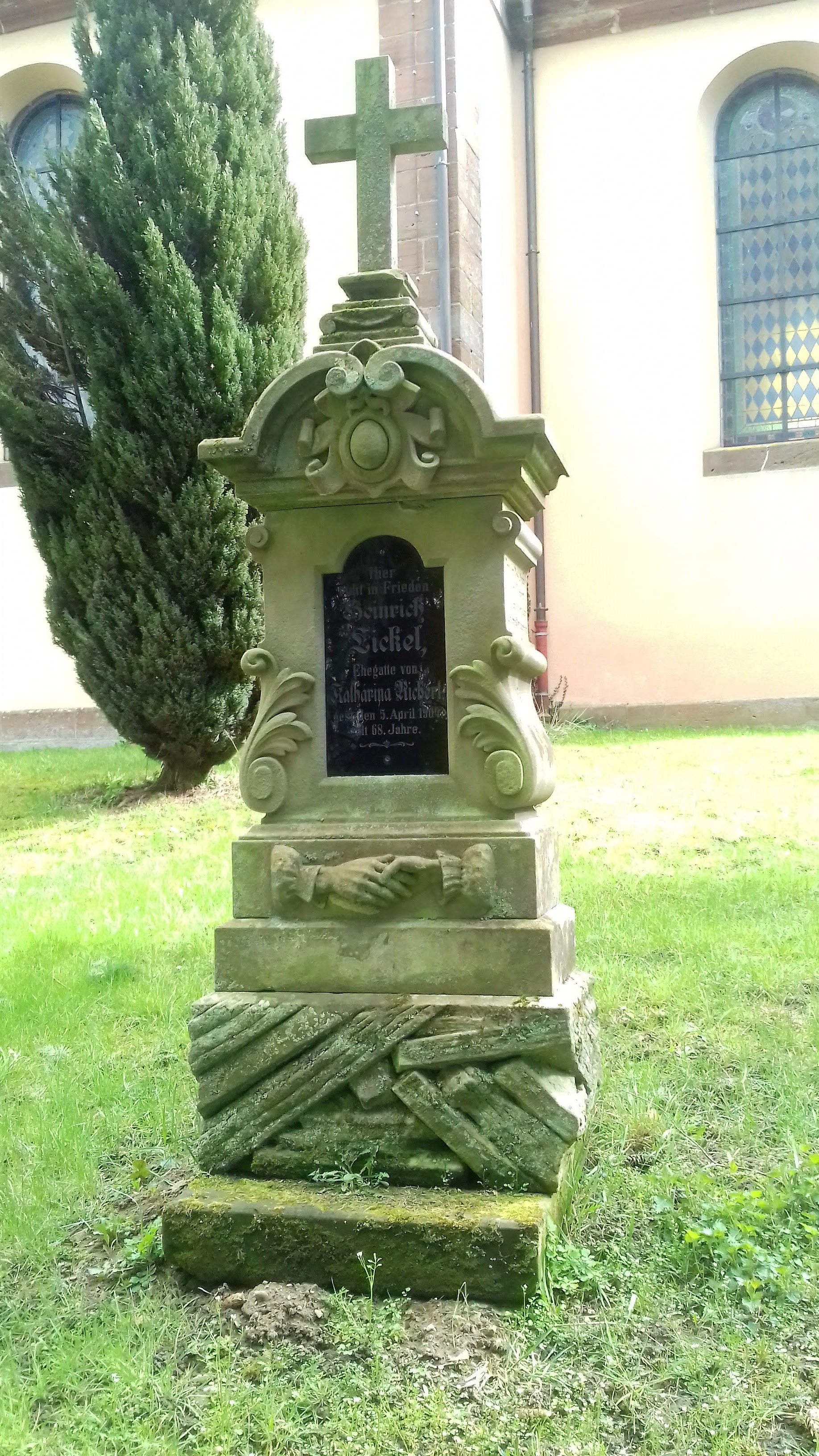
Pierre tombale de l'église protestante.
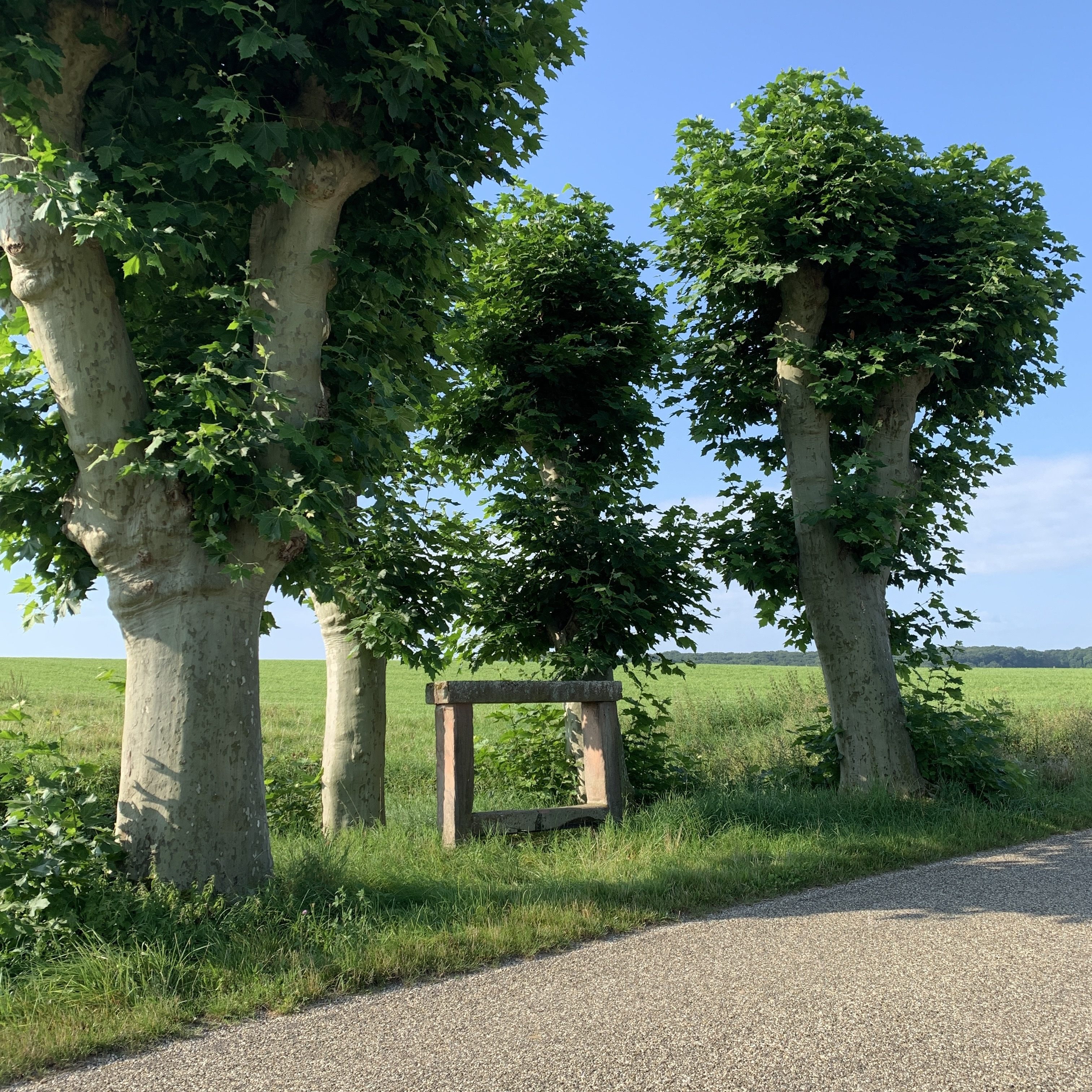
Banc-reposoir avec 4 platanes.
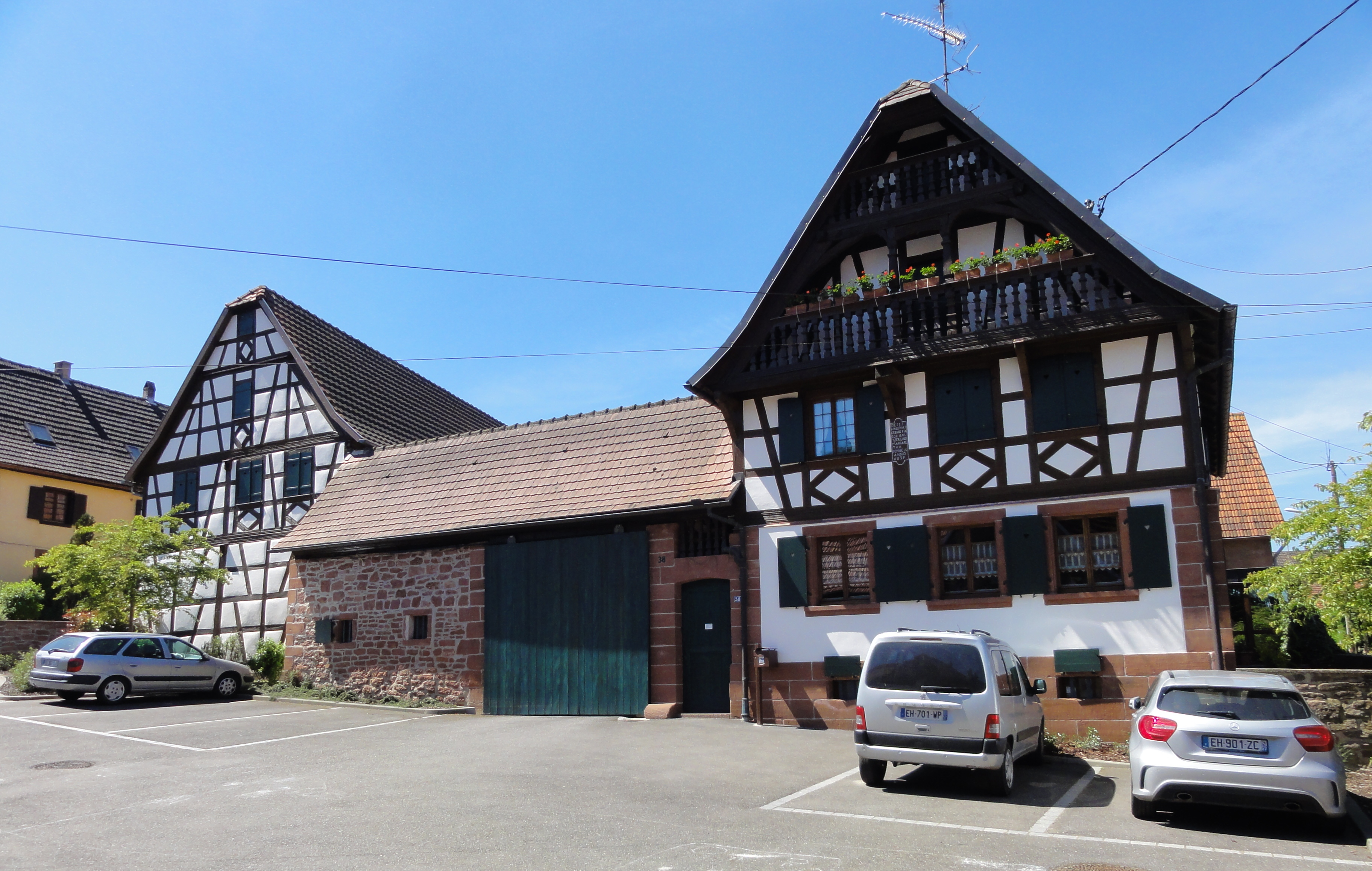
Ferme (1839), 38 place des Sapins (Maison "Schini": pignon avec loggia à deux niveaux).
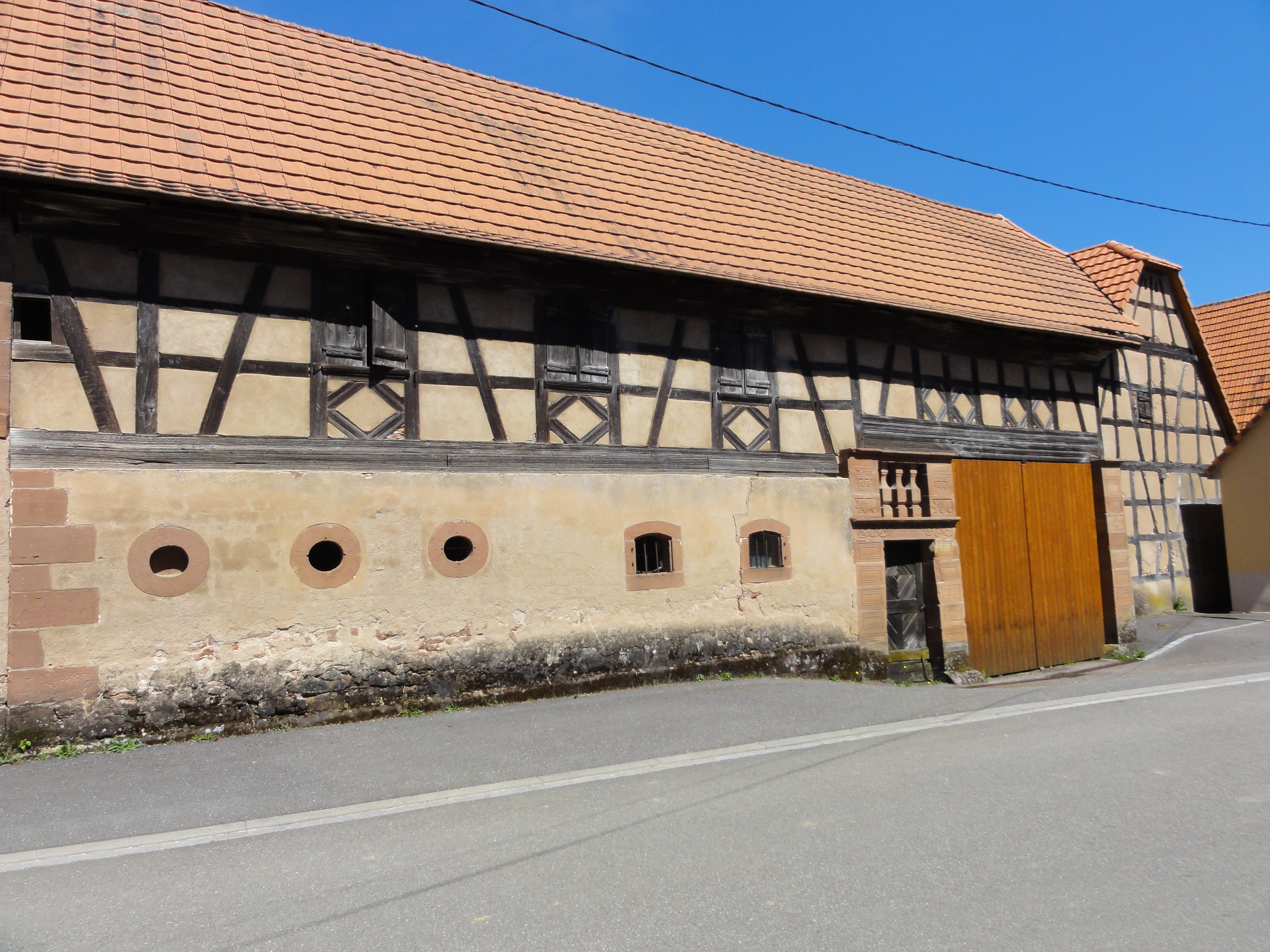
Grange de la ferme, 4 rue d'Ingwiller (façade sur Grand'Rue).

- Église protestante 4e quart XVIIIe siècle[32].

Orgue,.
Chaire pastorale.
Mobilier.
- Pierres tombales.
- Banc-reposoir napoléonien[37],[38].
- Patrimoine architectural rural recensé par le service régional de l'Inventaire général du patrimoine culturel :

Maisons,,,
et fermes,,,,,,,,,.
Mairie-école.
- Fresque pour l'ancienne laiterie[53].

### Héraldique
| Blason de Uttwiller | Blason  | D'argent au chaperon de gueules. |
| Blason de Uttwiller | Détails |                                  |